# Sheer Heart Attack
A Sheer Heart Attack a brit Queen rockegyüttes harmadik stúdióalbuma. 1974. november 8-án jelent meg, a producerei Roy Thomas Baker és az együttes tagjai voltak.
Az együttes karrierje a kezdeti buktatók után 1974 elején kezdett felívelni, felkerültek a brit slágerlistákra, az eddig hezitáló csapattagok pedig elhagyták civil foglalkozásukat, és teljes figyelmükkel az együttesre koncentráltak. Egy jól sikerült angliai koncertsorozat után kísérőzenekarként elindulhattak az első amerikai turnéjukra, ami óriási élményt jelentett számukra. A sikeresen induló körutat Brian May gitáros betegsége szakította meg, ami miatt azonnal haza kellett utazniuk. Nem akarták vesztegetni az időt, ezért rögtön a stúdióba vonultak, és nekikezdtek a következő lemezük felvételeinek. Egy idő után May is csatlakozott hozzájuk, de szerencsétlenségére újból megbetegedett, így rengeteg időt töltött a kórházban – mialatt a csapat többi tagja nélküle intézte a felvételeket, ő attól félt, hogy visszahúzza az éppen sikerre jutó együttest, és a társai esetleg másvalakivel akarják majd pótolni. Végül a gitárjátékot felépülése után, utólag játszotta fel a szinte kész dalokhoz.
Az előző lemezük mérsékelt sikerét látva úgy döntöttek, hogy ezúttal egy egyszerűbb albumot hoznak össze, amelyet könnyebben meg tudnak érteni az emberek. A felvételek három hónapig tartottak, és a tagok elmondása szerint igazán megerőltetőek voltak, Baker pedig kérlelhetetlenül követelte tőlük a színvonalat. Az albumról megjelenő „Killer Queen”/”Flick of the Wrist” kislemez nagy siker volt Angliában, és fordulópontot jelentett a tagok életében, akik először érezték úgy, hogy befutott a zenekar. Az album mind kereskedelmileg, mind kritikailag jó fogadtatásra talált: Angliában a második, Amerikában az említésre méltó tizenkettedik helyet érte el a slágerlistán, és a kritikusok rendre dicsérték. Az NME szerint végig kiváló, hibátlan dalokkal, a Rolling Stone pedig tiszteletreméltónak nevezte az együttes képzettségét és bátorságát. A visszatekintő kritikák is rendszerint pozitívan írnak róla, általánosságban pedig az együttes egyik legjobb albumának tartják.

## Háttér
1974 második felére az hosszú ideje küszködő együttes végre elérte első sikereit. Az 1973-ban megjelent bemutatkozó lemezük, a Queen jó kritikákat kapott, de a vásárlók nem vettek tudomást róla, ezzel szemben az 1974 márciusában megjelenő második albumukat rosszindulatúan eltemette a kritika, viszont a vásárlók felfigyeltek rá: az ötödik helyet érte el Angliában, a negyvenkilencediket Amerikában, és ettől kezdve az első albumuk eladásai is meglódultak. Még egy angliai kislemezslágert is ki tudtak adni: a „Seven Seas of Rhye” a tizedik helyet érte el a slágerlistán. Bár a kritikák elkeserítették őket, örömet jelentett, hogy a lemezeik felkerültek a listákra: ettől a ponttól kezdtek annyira megbízni a siker lehetőségében, hogy teljes állású zenészek lettek, Mercury bezárta a ruhaboltját, Deacon pedig abbahagyta egyetemi tanulmányait.
A Queen II megjelenése mellett az együttes egy sikeres Angliai turnét bonyolított le 1974 márciusa és áprilisa között. A négyhetes turné utolsó előadása a londoni Rainbow színházban zajlott 3500 fős közönség előtt, ahol Mercury Zandra Rhoades ruhatervező által tervezett Jézus-tunikában lépett fel. Az előadás után Pete Townshend öccse, Simon azt mondta nekik: „sokkal jobbak vagytok, mint a bátyám bandája”. A sikert követően a Mott the Hoople együttes kísérőzenekaraként indulhattak az első Amerikai turnéjukon, ami nagy élményanyagot jelentett az együttesnek: „Ők valódi »szex, drogok és rock and roll zenekar« voltak, és egy hatalmas turnét vittünk végig együtt”, mondta később Taylor. Felejthetetlen volt számukra a turné, a hatalmas előadótermek, a professzionális lebonyolítás, és a pénz gondolata. De a jól alakuló koncertkörutat egy váratlan szerencsétlenség szakította meg: miután hat egymást követő napon felléptek a New York-i Uris színházban, May reggel arra ébredt, hogy rendkívül le van gyengülve. Miután kiderült, hogy fertőző májgyulladása van azonnal ágyba rendelték hat hétre, és mindenkit be kellett oltani, aki érintkezett vele. Az együttes hazautazott, a helyüket a kanadai Kansas vette át a turnéban.

## Felvételek
Az együttes július 15-én a Rockfield Studiosba ment, és a meglévő ötleteiken kezdett el dolgozni. Rögtön a felvételek kezdeténél azonban May újra lebetegedett, ezúttal nyombélfekéllyel. Miután megoperálták, újra fekvőbeteg lett, így el kellett halasztani az együttes tervezett amerikai turnéját. May rendkívül csalódott volt, amiért elszalasztották Amerika meghódítását. Tudta, hogy gitáros nélkül nehezen mennek a felvételek, és aggódott, hogy valaki mással fogják helyettesíteni. Baker, az album producere eközben azon dolgozott, hogy együtt tartsa a másik három tagot, és rávegye őket, hogy azokon a részeken dolgozzanak, amelyekhez nem kell gitár – a gitárjátékot May felépülése után akarta utólag betoldani. May, arra használta az idejét, hogy új dalokat írjon (ilyen volt az amerikai turné élményeitől ihletett „Now I’m Here”, és a Smile idejéből származó „Brighton Rock”). Az új dalok írásakor és felvételekor abból indultak ki, hogy a Queen II túlprodukált és túl bonyolult volt, az emberek nehezen értették, ezért egy annál egyszerűbb, közönségbarátabb lemezt kell készíteniük. Baker rábólintott: „akkor csináljuk igazán sikeres slágereket”. Mercury közben gyakori önbizalom építő látogatásokat tett a kórházban, hogy biztosítsa Mayt, visszavárják.
Szokás szerint a Trident Studiosban kezdték a munkát, de ezúttal hamar kiábrándultak a helyből, ezért nem sokkal később a walesi Rockfield Studiosba költözködtek át. A vokálok és a dob felülvételezését nagyrészt a Wessex Sound Studiosban végezték, ekkor még May nélkül. May felépülése után egy ideig az AIR Studiosban dolgoztak a gitárhangzáson, ahol „volt egy kis szoba, ahol a felülvételezést csinálták, épp csak egy szék fért el benne, de mi beraktunk egy AC30-asat, és elhelyeztünk egy mikrofont szemben az ablakkal, így csodálatos hangzást sikerült befognunk”. A végső felvételekhez visszatértek a Trident Studiosba. May a visszatértekor rengeteg felvennivaló gitártémával szembesült. Fekvőbetegként, kétségektől gyötörve erőt vett rajta a depressziója, de amint visszatért a felvételekhez, inspiráló közegben találta magát: „Elkészültünk néhány dologgal, mielőtt beteg lettem, de miután kijöttem, egy csomó más dolgot megcsináltak a többiek, olyan dalok hangszerelését, amelyeket nem is hallottam még azelőtt, és nagyon izgatott lettem. Ez rengeteg inspirációt jelentett számomra, hogy vissza tudjak térni, és megtegyem azokat a dolgokat, amiket elterveztem. […] Jó volt, egyáltalán nem voltam negatív, épp csak visszatértem rengeteg energiával és lelkesedéssel […] Sikerült néhány dal is írnom, a „Now I’m Here” úgy emlékszem ebben az időszakban készült, és igen könnyen ment. Sokat birkóztam vele előtte, és sehová sem jutottam, de a betegség után úgy látszott, hogy menni fog, és nagyon könnyen le is tudtuk a stúdióban.” Az együttest menedzselő Trident Studios hozzávetőlegesen 30 ezer fontot költött a felvételekre.
Annak ellenére, hogy egyszerűbbre tervezték, az album felvételei megerőltetőek voltak, napi tizennégy-tizenöt óra folyamatos munkát jelentettek. Később Mercury is azt mondta, hogy az album felvétele alatt szinte begolyóztak, olyan megerőltető volt. Taylor szerint „a hangszerelést és kompozíciót tekintve a »Bring Back That Leroy Brown« egy rendkívül összetett szám”, a „»Killer Queen« szólamainak felvételei pedig rengeteg időbe telt, mert mindenféle variációt kitaláltunk, de egyikkel sem voltunk megelégedve”. Gary Langan hangmérnök ekkor dolgozott velük először, és teljesen „el volt szállva” a Queen alapos és kemény munkamódszerétől: „Nagyon kemény munka volt. Tizennégy-tizenöt órás munkanapokkal. Délben vagy egykor kezdtünk, és megállás nélkül dolgoztunk hajnali háromig, ráadásul minden pillanat teljes koncentrációt igényelt. Vért izzadtak.” Elmondása szerint Baker rendületlenül hajtotta őket, és úgy motiválta a még jobb munkára, hogy folyton leszúrta őket: „Drágáim, ez igazán szörnyű volt! Hogy tudtatok előállni ilyen borzasztó produkcióval?” Egy anekdota szerint egy alkalommal, amikor Baker egy újabb énekváltozatot akart felvenni a „Killer Queen”-hez, Mercury a stúdió kávézójában ülve nem volt hajlandó énekelni, azt mondván: „Én ugyan föl nem állok erről a székről!”. Ekkor Baker utasítására a stúdiószemélyzet székestől cipelte a mikrofon elé.
Mivel mindannyian jó énekesek és hangszeres játékosok voltak (kivéve, hogy Deacon nem énekelt), többször előfordult, hogy az általuk írt dalok felvételénél több szerepet magukra vállaltak. May távolléte során Deacon ritmusgitárosként fejlesztette magát az általa írt „Misfire” című dalban, és akusztikus gitáron játszott May „She Makes Me” című dalában, valamint nagybőgőn pengetett a „Bring Back That Leroy Brown”-ban. May zongorázott a „Dear Friends” és „Now I’m Here” című dalokban, a „Bring Back That Leroy Brown”-ban pedig egy ukulele-bendzsón játszott.

## Zenei stílus
Mind a kritikusok, mind az együttes tagjai szerint ezen az albumon találtak rá a Queenre később oly sokáig jellemző hangzásra, melynek jellemzői: rádióbarát és nyers hangzás egyszerre, ahogy Stephen Thomas Erlewine írta „a zenéjük egyre grandiózusabb és dallamosabb lett, anélkül, hogy feláldozták volna a brutális, kemény stílusukat”; erős gitár és vokálkíséret, és az egy lemezen megtalálható különböző, gyakran nem összeillő stílusú, és a rockzenével általában kevésbé összeegyeztethető dalok. Utóbbira jó példa, hogy ezen a lemezen játszottak először könnyed ragtime (Bring Back That Leroy Brown) és karibi (Misfire) stílusú dalokat. A legtöbb dalt Mercury írta a lemezre, tizenháromból hetet. May a betegsége miatt csak négy dalt hozott, Taylor és Deacon pedig egy-egy dalt írtak: az előbbi „Tenement Funster” című száma zajos hard rockjával a rock and roll életmód és a hangos zene dicshimnusza, utóbbinak pedig a vidám, rövidke „Misfire” volt a dalszerzői bemutatkozása.
Az albumot bevezető „Brighton Rock” az „ I do like to be beside the seaside” című gyermekdal fütyülésével indít, ami visszautalás az előző albumukra, a Queen II-re, amelynek utolsó dala, a „Seven Seas of Rhye” ugyanezen dalocska kórusával végződött. Nagy formátumú, többszörösen felülvételezett gitárszólójáról lett ismert, amelyet May mind a stúdióban, mind a koncerteken Echoplexszel visszhangosított. Az eredete az 1960-as évek végéig nyúlik vissza, a Smile együttes „Blag” című dala volt az elődje, a gitárszóló pedig a Queen album „Son and Daughter” című dalából származik. A kemény gitártéma ellenpontjaként Mercury falzett hangon énekli egy részét. A szövege két egymástól eltiltott szerelmesről szól: amíg a lány a lebukástól tart, addig a fiú megpróbálja élvezni a randevújukat. A „Now I’m Here”-t az amerikai turné eseményei ihlették. Ugyancsak erőteljes gitárjáték jellemzi, Chuck Berry stílusát utánozva, erre utal a „Go, little Queenie!” sora (Berrynek volt egy „Little Queenie” című dala). Az amerikai turnén Maynek volt egy kalandja egy Peaches nevű lánnyal, részben erről, és a Mott the Hoople-vel közös turnéról szól a szöveg. A „Dear Friends” és „She Makes Me” ugyancsak May két lassú balladája; az előbbi egy rövid, alig egy percnél hosszabb zongorás szám, az utóbbi egy hosszabb, akusztikus és elektromos gitár hangzást keverő, melankolikus kompozíció. 
A dallamos, szinte popos „Killer Queen” az album egyik legsikerültebb dala, és a tagok szerint nagyon jól kifejezte miről is szól a Queen. Ez volt az egyik első kísérlete Mercurynak a századeleji hangulatú dalok írására: „mintha Noël Coward énekelné. Egy a »keménykalap, fekete nadrágtartó« típusú számokból.” Elmondása szerint egy az elit körökben fogó prostituáltról szól, mivel „az előkelő emberek is lehetnek kurvák”. Az EMI-nak dolgozó Eric Hall később mégis azt állította, hogy Mercury hozzá írta a szöveget, miután visszautasította az énekes közeledését. A „Stone Cold Crazy” az album egyik leggyorsabb, legkeményebb dala. Mercury előző együtteséig nyúlik vissza a története, és már 1972-től kezdve játszották élőben, jelentősen lassabban a stúdiófelvételnél. Az évek során annyi változáson ment keresztül, hogy bár Mercury írta, mégis mind a négy tagot jelölték szerzőnek. Gyorsaságával, szaggatott gitárszólóival a thrash metal stílus egyik előfutára lett. A kemény, gitárvezérelt „Flick of the Wrist” a zeneipar visszásságait ecseteli olyan sorokkal, mint „eltöröm a csuklód, ha nem írod alá”. A ragtime hangulatú „Bring Back That Leroy Brown” az album egyik legbonyolultabb dala, a hangulatát May ukulelejátéka határozza meg. A szövege a „Stone Cold Crazy”-hez hasonlóan a tipikus 1920-as évekbeli gengsztertörténetekre épül. Ez volt Mercury első ilyen típusú dala, a későbbi albumokon még három követte. Az „In the Lap of the Gods” bonyolult hangszerelésű, nehezen emészthető darab, az újragondolt változata „In the Lap of the Gods… Revisited” címen a lemez végén sokkal dallamosabb, közönségénekeltető kórussal, az együttes stadion rock jövőjét előlegezi meg. A „Lily of the Valley” lassú zongoraballada, amely az énekes lelki küzdelmeiről szól. May később azt mondta, hogy „arról szól, hogy ránéz a barátnőjére, és rájön, hogy a teste egész máshová kívánkozik”.

## Megjelenés
Az album vezető kislemeze a dupla A oldalas „Killer Queen”/”Flick of the Wrist” lett. Nagy volt a sikere, a második helyet érte el Angliában, Amerikában pedig ez volt az első daluk, amely felkerült a slágerlistára, és rögtön a tizenkettedik helyet érte el. A kritikusok dicsérték, az NME szerint „bebizonyítja, a Queen nem egyslágeres együttes lesz”, a Sounds szerint pedig „néha bonyolult, de mindvégig hangos és meggyőző”. Az együttes tagjai fordulópontként jellemezték ezt az időszakot, amikor az elmúlt évek szerény sikerei után hirtelen ennyire ismertek lettek Angliában, állításuk szerint kellett ez a siker, hogy képesek legyenek hinni az együttes jövőjében. „Amikor kijött a dal, mindenki nagyon jól eladhatónak tartotta. Aggódtam, hogy az emberek ez alapján besorolnak minket egy kategóriába… A Sheer Heart Attack számunkra nagyrészt keménynek és piszkosnak tűnt, és a „Killer Queen” volt a legkönnyedebb, legtisztább dala… De amikor meghallottam a rádióban azt gondoltam, mégiscsak egy jól összerakott dal, és büszke voltam rá. Plusz nagy sláger lett, hát le van szarva.” – mondta May a dal sikeréről.
Maga az album november 8-án jelent meg. Már a borítóval is tükrözni akarták, hogy mennyivel egyszerűsödött a zenéjük azóta, ezért a valósághoz közeli, kevésbé misztikus képet készítettek. „Lepusztultnak és elhagyatottnak akarunk kinézni, mintha hajótöröttek lennénk egy sivatagos szigeten” – mondták. A fényképet, ahogy a Queen II esetében, ezúttal is Mick Rock készítette. A hatás kedvéért vazelinnel kenték be őket, és vizet permeteztek rájuk, Taylornak pedig műhajat rögzítettek. A kislemez sikerének köszönhetően a lemez jól fogyott. Angliában a második helyet érte el a listán, és 1982-re platinalemez lett, ami 300 ezer példány feletti eladást jelent. A világ többi részén is viszonylag jól fogyott, Amerikában a tizenkettedik helyet érte el, és 1975-ben 500 ezer feletti eladással aranylemez lett.
1974. október 30. és 1975. május 1-je között zajlott a hetvenhét állomásos lemezbemutató turné. Immár fő előadóként léptek fel nagy sikerrel az Egyesült Államokban, ahol több helyen két koncertet is adtak, akkora volt a látogatottság. November 19-én és 20-án felléptek a londoni Rainbow színházban, mindkét koncertről készült hang és filmfelvétel, ami azonban évtizedekkel később jelent csak meg egy díszdobozos kiadvány részeként. Előzenekarként a Kansas és a Lynyrd Skynyrd kísérte őket – utóbbiakkal Taylor elmondása szerint nem volt felhőtlen viszonyuk: „Tipikus déli tahók voltak, és alig tudták elhinni, hogy nőnek öltözve és sminkelve lépünk a színpadra. Valódi seggfejek!”
A lemez sikerét követően értelemszerűen mindenki azt hitte, hogy az együttes tagjai sztárokként élnek. Valójában 1973-ban a Trident stúdióval kötöttek szerződést, amely szerint a stúdió menedzseli az együttest, és közvetít a lemezkiadók felé. Ennek alapján heti húsz font fizetést kaptak – ami a Sheer Heart Attack sikere után heti hatvanra emelkedett. A zenészeket frusztrálta, hogy ekkora sikereket értek el, a stúdió mégis ilyen alacsony szinten kezeli őket. A frissen házasodott Deacon 4000 fontot kért a stúdiótól, hogy nagyobb házba költözhessen a feleségével, Mercury pedig egy zongorát szeretett volna venni, de a kiadó mindkettőjük kérését elutasította. „Hirtelen az a kép alakult ki rólunk, hogy Rolls Royce-okkal járunk, de valójában egyszobás lakásokban laktunk, és úgy éltünk, mint a többi küszködő rock'n'roll zenekar” – mondta később May. Ezen események együttes hatására felfogadták Jim Beach ügyvédet, akinek a segítségével 1975 augusztusára elváltak a Trident stúdiótól.

## Fogadtatás
| Kritikák             | Kritikák         |
| Forrás               | Értékelés        |
| -------------------- | ---------------- |
| Rolling Stone        | (1975)           |
| Winnipeg Free Press  | (kedvező) (1975) |
| Circus               | (kedvező) (1975) |
| RS Album Guide       | (2004)           |
| Entertainment Weekly | A (1991)         |
| Classic Rock         | (2001)           |
| Uncut                | (2011)           |
| Pitchfork Media      | 9.0/10 (2011)    |
| AllMusic             | [ 19 ]           |

A maga idejében nagyrészt kedvező kritikákat kapott. Az együttesről legtöbbször negatívan író NME ezúttal nagyon kedvezően írt: „Ünnepélyes. Semmi szemét, és négy dal, amit újra és újra meg akarsz hallgatni: „Killer Queen”, „Flick of the Wrist”, „Now I'm Here” és az „In the Lap of the Gods”. Még a „Brighton Rock” is – amit nem kedvelek annyira – maradandó élményt nyújt a hallgatónak, legyen az az eredeti vagy egy koncertfelvétel”. Bud Scoppa, a Rolling Stone kritikusa három csillagra értékelte a lehetséges ötből, és úgy vélte, hogy bár meg sem közelíti a bemutatkozó albumuk színvonalát, a „Killer Queen” és „Bring Back That Leroy Brown” típusú dalok jól mutatják a szellemességüket. A kritikát így zárta: „ha nem is könnyű szeretni, nehéz nem tisztelni: ez az együttes végső soron képzett és bátor”. A Winnipeg Free Press írása is kedvező volt, főleg May gitárjátékát, Mercury énekét és Baker dinamikus produceri munkáját dicsérte. Az író szerint a lemez „totális támadás az érzékekkel szemben”. Hasonlóan pozitív írásában a Circus ezt írta róla: „talán a legkeményebb, legrockosabb támadás, amit mostanában élvezhettünk”. Jellemző volt a kritikai visszhangra az az összegzés, amelyet az Associated Press sajtóügynökség emelt ki egy amerikai lapból: „Ez a jóslat nem csak a Queen hatalmas tehetségére, de a sokoldalúságára is épít. A negyedik albumuk megjelenésekor már főelőadóként fognak játszani a Madison Square Gardenben.”
A visszatekintő kritikákban is rendszeresen pozitívan értékelik. 1991-ben Jim Farber az Entertainment Weekly-től „A” minősítést adott rá, és azt írta: „a jól megérdemelt áttörés, meglehetősen eredeti szerzeményekkel”. 1994-ben Jon Matsumoto, a Los Angeles Times kritikusa kedvezően írt róla: „…pontos összegzése a Queen »túl a csúcson« túldíszítettségének és meglepő sokoldalúságának. Széles kínálatában található féktelen rock, kedves ballada, színpadias popdalocskák és a szégyentelen camp színes példái. Nyilván nem mindenki gondolja így, de azok számára, akik kedvelték az 1970-es évek rockzenéjének nagyszabásúságát, a Sheer Heart Attack kiállta az idők próbáját.” 2002-ben a Q öt csillagosra értékelte: „Megkerülhetetlen… Bevezette a jövő Queenjének zúgó króm camp-rockját… Ez az album a 70-es évek egyik nagy pop/rock keveréke volt…”. 2007-ben Chris Jones a BBC-től kedvezően értékelte: „olyan, mint a Led Zeppelin találkozása Hendrixszel egy divatszalonban [...] a kortárs lemezkészítési módszereket a végső határig feszegették a többrétegű gitár és énekhangzással. Ezen az albumon találta meg a Queen a valódi hangzását.” Dominique Leone a Pitchfork Media oldalán kilenc pontot adott rá a lehetséges tízből: „A Sheer Heart Attack nem csak továbbfejleszti az első két albumuk által bevezetett hangzás minden részletét, de tartalmaz néhányat a karrierjük legjobb számaiból. Az olyan dalok, mint a „Killer Queen”, „In the Lap of the Gods”, és a hiper-kabaré „Bring Back That Leroy Brown” a dalszerkezetük bonyolultsága miatt egyszerűen nem jelenhettek meg az előző albumaikon, az együttes és Roy Thomas Baker producer csodálatos munkája pedig a több tucatnyi rájátszást egységes hangzású egésszé kovácsolta össze.” Az AllMusic kritikusa a nagyon kedvező négy és fél csillagot adta rá értékelésében, pozitívumkén értékelve, hogy az album hűen képezi azt a pillanatot, amikor mind a négy tag rátalál a saját stílusára mint szerző, merész és állhatatos dalokat írva, amelyek pedig nem csak jó ötletek egy albumra zsúfolásának tűnnek, hanem egységes egésznek. Az együttes egyik legjobb lemezének tartják, és több összesítésben bekerült a legjobb albumokat rendsoroló kritikusi listákra: 2006-ban a Classic Rock magazin „minden idők 100 legjobb brit albuma” listáján a 28. helyre sorolták, ugyanabban az évben a Kerrang! magazin szerkesztői a 45. helyre sorolták a „minden idők 100 legjobb rockalbuma” listájukon. 2007-ben a Mojo magazin „100 felvétel, amely megváltoztatta a világot” listáján a 88. helyre került. Szerepelt Robert Dimery 1001 lemez, amit hallanod kell, mielőtt meghalsz című könyvében.

## Az album dalai
| 1. | Brighton Rock      | Brian May       | 5:08 |
| 2. | Killer Queen       | Freddie Mercury | 2:57 |
| 3. | Tenement Funster   | Roger Taylor    | 2:48 |
| 4. | Flick of the Wrist | Mercury         | 3:46 |
| 5. | Lily of the Valley | Mercury         | 1:43 |
| 6. | Now I’m Here       | May             | 4:10 |

| 7.  | In the Lap of the Gods                   | Mercury                      | 3:20 |
| 8.  | Stone Cold Crazy                         | Mercury, May, Taylor, Deacon | 2:12 |
| 9.  | Dear Friends                             | May                          | 1:07 |
| 10. | Misfire                                  | John Deacon                  | 1:50 |
| 11. | Bring Back That Leroy Brown              | Mercury                      | 2:13 |
| 12. | She Makes Me (Stormtrooper in Stilettos) | May                          | 4:08 |
| 13. | In the Lap of the Gods…Revisited         | Mercury                      | 3:42 |

| 1. | Stone Cold Crazy (remix: Michael Wagener) | 2:12 |

| 1. | Now I’m Here (Live at Hammersmith, Dec 75)                  | 4:25 |
| 2. | Flick of the Wrist (BBC Session, Oct 74)                    | 3:24 |
| 3. | Tenement Funster (BBC Session, Oct 74)                      | 2:58 |
| 4. | Bring Back That Leroy Brown (A cappella Mix 2011)           | 2:17 |
| 5. | In The Lap of the Gods..Revisited (Live at Wembley July 86) | 2:35 |

| 6. | Killer Queen (Top Of The Pops, Version 2)  |  |
| 7. | Stone Cold Crazy (Live at The Rainbow '74) |  |
| 8. | Now I'm Here (Forum, Montreal '81)         |  |

## Közreműködők
Jacky Gunn és Georg Purvis alapján.
| Queen - Brian May – gitár, ének és háttérvokál, zongora: „Now I'm Here” és „Dear Friends”, eredeti George Formby ukulele-bendzsó: „Bring Back That Leroy Brown”, ének: „She Makes Me” - Freddie Mercury – ének és háttérvokál, zongora, orgona: „Now I'm Here” - John Deacon – basszusgitár, nagybőgő: „Bring Back That Leroy Brown”, akusztikus gitár, majdnem minden gitár: „Misfire” - Roger Taylor – dob, vokál, ének: „Tenement Funster”, triangulum, csörgődob, üstdob | Produkció - Queen – producer - Roy Thomas Baker – producer - Mike Stone – hangmérnök - Mick Rock – borítóterv |  |

## Helyezések és eladások
| Ország                | Helyezés |
| --------------------- | -------- |
| Brit albumlista       | 2        |
| Amerika Billboard 200 | 12       |
| Franca albumlista     | 6        |
| Holland albumlista    | 7        |
| Japán albumlista      | 23       |
| Kanada RPM Top 100    | 6        |
| Norvég albumlista     | 9        |

| Ország              | Eladási minősítés | Megjegyzés          | Eladás   |
| ------------------- | ----------------- | ------------------- | -------- |
| Anglia (BPI)        | platina           |                     | 300 000+ |
| Amerika (RIAA)      | arany             | 1975-ben            | 500 000+ |
| Amerika (SoundScan) |                   | 1991 és 2006 között | 165 000+ |

Kislemezek
| Év   | Kislemez                          | GBR | AUT | BEL | GER | IRE | NLD | NOR | USA |
| ---- | --------------------------------- | --- | --- | --- | --- | --- | --- | --- | --- |
| 1974 | Killer Queen / Flick of the Wrist | 2   | 10  | 7   | 12  | 2   | 3   | 4   | 12  |
| 1975 | Now I’m Here / Lily of the Valley | 11  | —   | —   | 25  | 14  | 29  | —   | —   |

## Kiadás
| Ország  | Megjelenés dátuma  | Kiadó      | Formátum         | Katalógusszám                        |
| ------- | ------------------ | ---------- | ---------------- | ------------------------------------ |
| Amerika | 1974. november 12. | Elektra    | LP, magnókazetta | 7E-1026 (LP) TC-51026 (kazetta)      |
| Anglia  | 1974. november 8.  | EMI        | LP, magnókazetta | EMC 3061 (LP) TC EMC 3061 (kazetta)  |
| Amerika | 1991. március 5.   | Hollywood  | CD, magnókazetta | HR-61036-2 (CD) HR-61036-4 (kazetta) |
| Anglia  | 1986. december     | EMI        | CD               | CDP 7 46206 2                        |
| Anglia  | 1994               | Parlophone | CD               | CDPCSD 129                           |
| Anglia  | 2011               | Island     | CD               | 276 441 1                            |